# Puerto Sudán
Puerto Sudán, (en árabe: بورتسودان; Bur Sudan también conocido como Port Sudan) es una ciudad del noreste de Sudán (África), que se encuentra a orillas del mar Rojo. Es el principal puerto comercial del país, por lo que acoge gran parte del comercio que llega a sus costas, y es capital del estado sudanés del Mar Rojo. Sus principales exportaciones son el ganado vacuno y lanar, cuero y pieles, la goma arábiga y el algodón.
Puerto Sudán fue fundada en 1905 por los británicos para permitir la exportación de los productos agrícolas del país como el algodón, el sésamo y el grano de sorgo. El 11 de junio de 1940 durante la Campaña de África Oriental en el marco de la Segunda Guerra Mundial, la ciudad fue bombardeada por la Real Fuerza Aérea Italiana.
Ha crecido, entre otras causas, gracias a los arrecifes coralinos en sus proximidades, que son atracción turística e invitan al buceo. Además cuenta con amplias playas y en sus proximidades se ha encontrado petróleo.
Esta ciudad cuenta con un aeropuerto internacional relativamente bien equipado y casi no hay población a su alrededor. La distancia con respecto a Jartum, la capital de Sudán, es de 675 kilómetros en línea recta.

## Clima
| Parámetros climáticos promedio de Puerto Sudán (1961-1990) | Parámetros climáticos promedio de Puerto Sudán (1961-1990) | Parámetros climáticos promedio de Puerto Sudán (1961-1990) | Parámetros climáticos promedio de Puerto Sudán (1961-1990) | Parámetros climáticos promedio de Puerto Sudán (1961-1990) | Parámetros climáticos promedio de Puerto Sudán (1961-1990) | Parámetros climáticos promedio de Puerto Sudán (1961-1990) | Parámetros climáticos promedio de Puerto Sudán (1961-1990) | Parámetros climáticos promedio de Puerto Sudán (1961-1990) | Parámetros climáticos promedio de Puerto Sudán (1961-1990) | Parámetros climáticos promedio de Puerto Sudán (1961-1990) | Parámetros climáticos promedio de Puerto Sudán (1961-1990) | Parámetros climáticos promedio de Puerto Sudán (1961-1990) | Parámetros climáticos promedio de Puerto Sudán (1961-1990) |
| Mes                                                        | Ene.                                                       | Feb.                                                       | Mar.                                                       | Abr.                                                       | May.                                                       | Jun.                                                       | Jul.                                                       | Ago.                                                       | Sep.                                                       | Oct.                                                       | Nov.                                                       | Dic.                                                       | Anual                                                      |
| ---------------------------------------------------------- | ---------------------------------------------------------- | ---------------------------------------------------------- | ---------------------------------------------------------- | ---------------------------------------------------------- | ---------------------------------------------------------- | ---------------------------------------------------------- | ---------------------------------------------------------- | ---------------------------------------------------------- | ---------------------------------------------------------- | ---------------------------------------------------------- | ---------------------------------------------------------- | ---------------------------------------------------------- | ---------------------------------------------------------- |
| Temp. máx. media (°C)                                      | 26.8                                                       | 27.0                                                       | 28.8                                                       | 31.4                                                       | 35.0                                                       | 38.5                                                       | 40.1                                                       | 40.2                                                       | 37.4                                                       | 33.4                                                       | 30.8                                                       | 28.8                                                       | 33.2                                                       |
| Temp. media (°C)                                           | 23.3                                                       | 23.0                                                       | 24.3                                                       | 26.5                                                       | 29.3                                                       | 32.2                                                       | 34.1                                                       | 34.5                                                       | 32.1                                                       | 29.3                                                       | 27.3                                                       | 24.7                                                       | 28.4                                                       |
| Temp. mín. media (°C)                                      | 19.7                                                       | 19.0                                                       | 19.9                                                       | 21.6                                                       | 23.7                                                       | 25.9                                                       | 28.2                                                       | 28.9                                                       | 26.8                                                       | 25.3                                                       | 23.8                                                       | 21.3                                                       | 23.7                                                       |
| Precipitación total (mm)                                   | 7.2                                                        | 0.9                                                        | 0.9                                                        | 1.7                                                        | 1.1                                                        | 0.2                                                        | 3.8                                                        | 1.4                                                        | 0.0                                                        | 13.9                                                       | 35.0                                                       | 10.0                                                       | 76.1                                                       |
| Días de precipitaciones (≥ 0.1 mm)                         | 1.2                                                        | 0.2                                                        | 0.2                                                        | 0.3                                                        | 0.3                                                        | 0.1                                                        | 0.8                                                        | 0.3                                                        | 0.0                                                        | 1.2                                                        | 4.1                                                        | 1.7                                                        | 10.4                                                       |
| Fuente: Hong Kong Observatory 2 de marzo de 2011           |                                                            |                                                            |                                                            |                                                            |                                                            |                                                            |                                                            |                                                            |                                                            |                                                            |                                                            |                                                            |                                                            |

## Evolución demográfica
| Evolución de la población de Puerto Sudán |
|                                           |
| Fuentes: Enciclopedia Británica           |